# Istanbulkart
Istanbulkart или İstanbulkart — бесконтактная смарт-карта для оплаты проезда на общественном транспорте в Стамбуле.

## Описание и история
«Электронный кошелёк» был введён 23 марта 2009 года в дополнение к интегрированной системе электронных билетов Akbil: в настоящее время Akbil iButtons постепенно прекращает своё существование. Карта была разработана и внедрена на практике компанией информационных технологий Belbim, принадлежащей муниципалитету города.
Istanbulkart действительна для проезда в автобусах, на фуникулерах, в метро, на пригородных поездах и паромных судах (см. İstanbul Deniz Otobüsleri) — а также, в трамваях по всему городу, независимо от того являются ли компании управляемыми муниципалитетом Стамбула или частными фирмами. После введения электронной системы, оплата наличными во всех этих видах транспорта стала невозможной. Скидка при оплате действует при пяти и менее пересадках на другие транспортные средства в течение двух часов.
Различаются четыре вида карты Istanbulkart: один обычный и три специальных. Специальные карты выдаются юридическим лицам, и поэтому персонализированные:
1. Обычная карта: для полной оплаты стоимости проезда;
2. Mavi Kart (Синяя карта): сезонный билет, дисконтированный по месячной основе;
3. Дисконтная карта: для студентов, учителей, пенсионеры (старше 60 лет);
4. Бесплатная карта: для инвалидов, пожилых людей (старше 65 лет) и государственных служащих при исполнении.

Дисконтная карта выдаётся как школьникам и студентам, так и учащимся религиозных учебных заведений страны.
Обычные карточки могут быть приобретены в офисах и киосках на крупных транспортных развязках — стоимость самой карты («невозмещаемый депозит») составляет 130 турецких лир. Istanbulkart также можно приобрести за 130 лир в специальных автоматах, расположенных у входов в метро. Оставшаяся сумма, за вычетом депозита, будет внесена на карточку. После этого карты могут быть пополнены на сумму до 500 лир в месяц как в офисах и автоматах, так и в магазинах, предлагающих такую услугу. Также в Стамбуле доступны электронные одноразовые билеты для ограниченного количества поездок: 1, 2, 3, 4, 5 или 10 проходов через турникет.
В отличие от обычных карточек, специальные карточки персонализированы — поэтому они требуют, чтобы карта была приобретена (или получена) в одном из 13 центров или с использованием сети интернет.

## Технические данные
Для оплаты транспортного тарифа смарт-карта подносится к «бесконтактному считывателю», на расстояние до 8 см (3,1 дюйма): оплата происходит во время посадки в транспортное средство или на турникетах станций. Нет необходимости прикасаться картой к считывателю: она может лежать в кошельке или сумочке, что ускоряет процесс оплаты. Устройство считывает сигнал и подтверждает оплату тарифа специальным звуковым сигналом и зелёным светодиодом; кроме того система показывает сумму платежа и оставшийся на карте депозит. В случае недостаточности депозита устройство чтения карт отображает на дисплее предупреждение «Yetersiz Bakiye» (депозит недостаточен) и выдаёт звуковое предупреждение. Поддельные карты, в случае обнаружения, конфискуются водителем автобуса или персоналом службы безопасности на станциях.
Istanbulkart совместим с международными стандартами — такими как ISO / IEC 7816 и ISO / IEC 14443 — и создан с использованием технологии DESFire от NXP. Постепенно, использование карты планируется распространить на платежи на всех принадлежащих муниципалитету автостоянках и даже в театрах. В планах значатся и частные такси города, и кинотеатры. Персонализированные типы смарт-карт также могут использоваться для допуска на мероприятие или в учреждение.